# Rob Rombout
Rob Rombout, né le 8 juillet 1953 à Amsterdam, est un cinéaste belge, réalisateur documentariste et professeur.

## Biographie
Rob Rombout, né à Amsterdam en 1953, est cinéaste et professeur de cinéma documentaire. Depuis 1988, il enseigne la réalisation à Sint Lukas (LUCA) à Bruxelles, il a également été professeur à l’INSAS, RITS, Lusofona (Lisbonne), à l'Université Paris 8 et à Marc Bloch, Strasbourg. 
Il est cofondateur du master international de documentaires : "Doc-Nomads" rassemblant des étudiants du monde entier. Le programme se répartit dans plusieurs institutions mondiales.
Rob Rombout dirige également des workshops dans le monde entier (Brésil, Vietnam, Chine, Canada, États-Unis, Liban)  
Depuis L’homme qui en disait trop en 1985, il a réalisé une quinzaine de documentaires, dont plusieurs ont été primés internationalement. Notamment Entre deux tours (1987), Perm-mission (1999), Le Piège de Kerguelen (2000), Amsterdam via Amsterdam (co-réalisé avec Rogier van Eck), Queen Mary 2, Naissance d’une légende (2004) ou encore Amsterdam Stories (2012) qui relate un voyage au travers des villes Amsterdam aux États-Unis. 
La majorité de ces films reflètent son goût du voyage et sa fascination pour la mer.
. Les documentaires de Rob Rombout sont fondés sur des pratiques couramment associées à la fiction tout en appliquant ces procédés à d’autres relevant du documentaire. Il a dernièrement réalisé un film sur l’écrivain néerlandais Robert van Gulik (Sur les traces de Robert van Gulik, 2015, 87 min).
Rob Rombout a été membre de la commission « Brouillon d’un rêve » (SCAM Paris) et de la Commission du Centre bruxellois de l’audiovisuel, du VAF (Vlaams Audiovisueel Fonds), mais aussi vice-président du Comité belge de la SCAM de 1998 à 2005, et de 2009 à 2013.

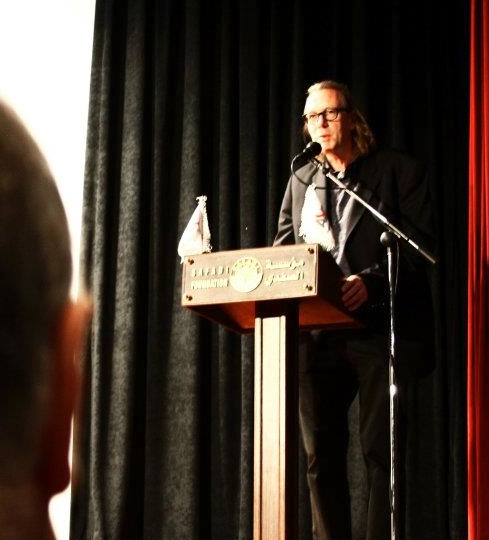
Rob Rombout giving a workshop

## Filmographie

### Réalisateur

#### Documentaires
- 1985 : L’Homme qui en disait trop (l'histoire d'un délégué syndical dans une lutte contre son ancien employeur)
- 1986 : Pas de cadeau pour Noël (le déracinement et les désillusions d'un Ruandais à Liège)
- 1987 : Entre deux tours (deux bâtiments représentent deux philosophies extrêmement différentes)
- 1990 : Nord-Express (le train qui relie Paris à Moscou depuis 1896)
- 1992 : Queen Elizabeth 2, Transatlantique (le dernier paquebot transatlantique Queen Elizabeth 2)
- 1994 : Île Noire (portrait d’une plate-forme pétrolière en mer du Nord)
- 1995 : Les Açores de Madredeus (roadmovie aux Açores avec le groupe de musique portugais Madredeus)
- 1997 : Amsterdam via Amsterdam
- 1999 : Perm-mission (rencontre avec des cinéastes russes à Perm)
- 2000 : Le Piège de Kerguelen (une expédition scientifique vers les îles Kerguelen)
- 2001 : Canton, la Chinoise (portrait de la ville de Canton, Chine coréalisation : Robert Cahen)
- 2002 : Les Passagers de l’Alsace (portrait de huit personnages en Alsace)
- 2003 : Overloon Penitentiary Centre (série Kaleidoscope, portrait d’une prison en Hollande)
- 2004 : Amsterdam via Amsterdam (Expédition cinématographique coréalisation : Rogier van Eck)
- 2004 : Queen Mary 2, la Reine de la Mer (documentaire sur la construction et le « maiden voyage » du Queen Mary 2
- 2004 : The Jagiellonian University (série Kaleidoscope, portrait de l’université de Cracovie, en Pologne)
- 2010 : Panamerica, roadmovie
- 2012 : Amsterdam Stories (road movie d’est à l'ouest des États-Unis, passant par les seize lieux nommés Amsterdam)
- 2016 : On the track of Robert Van Gulik (portrait de l’écrivain)
- 2024: Amsterdam Side-by-side, coréalisation Rogier van Eck (90 min)

## Récompenses et distinctions

### Récompenses
| Année | Cérémonie                                              | Récompense                  | Film                    |
| ----- | ------------------------------------------------------ | --------------------------- | ----------------------- |
| 1987  | Video PSY                                              | Premier prix                | Pas de cadeau pour Noël |
| 1988  | Festival Video                                         | Premier prix                | Entre deux tours        |
| 1988  | Festival Video & S-8                                   | Best Video                  | Entre deux tours        |
| 1988  | Grand prix du Festival de Montbéliard                  | Premier prix                | Entre deux tours        |
| 2000  | Flahertiana Russia                                     | Award                       | Perm-mission            |
| 2000  | Festival "Man and sea"                                 | Special Award               | Le Piège de Kerguelen   |
| 2001  | Festival international du cinéma francophone en Acadie | Meilleur documentaire       | Canton, la Chinoise     |
| 2005  | Route 66 Film Festivals                                | Best Foreign Film           | Amsterdam Via Amsterdam |
| 2006  | Silver Remi Award 39th Worldfest                       | Special Award               | Amsterdam Via Amsterdam |
| 2013  | Lisboa Cinema Festival                                 | Prix du Public              | Amsterdam Stories USA   |
| 2013  | 22e Festival of Ethnologique                           | Grand Prix                  | Amsterdam Stories USA   |
| 2015  | MIFEC, Porto                                           | Prémio Aurelio Paz dos Reis | Personnalité du cinéma  |

### Documentaires

#### Entre Deux Tours (1987)
"Entre deux tours" (1987) est un film allégorique unique en son genre dans la filmographie de Rob Rombout. Il se distingue de ses reportages précédents pour Canal Emploi et des documentaires qui suivront. Il adopte l'esthétique et les effets spéciaux de l'art vidéo, grâce à des collaborations notables avec des artistes et techniciens tels que Jean-Pierre Bouyxou (monteur), Stéphane Collignon (caméraman) et François Weyergans (compositeur). Le film marque une rupture dans la pratique courante du documentaire, en s'éloignant du cinéma direct et du reportage télévisé.
Le film se concentre sur deux tours : la première en Belgique, près du village d'Eben, construite par un tailleur de pierre, Robert Garcet, et inspirée par la tour de Babel. La seconde tour, située à Brunssum, aux Pays-Bas, abrite une base militaire de l'OTAN.
Le film met en scène les deux tours et leurs fondateurs en créant un espace intermédiaire, mêlant l'art plastique et poétique. Les paysages naturels, les images symboliques et les effets vidéographiques créent un récit mystique et ésotérique. "Entre deux tours" est un tournant dans la carrière de Rob Rombout, qui quitte le reportage social pour explorer l'art vidéo. Il conserve certains choix décisifs dans ses films futurs : construire son objet, mettre en scène le réel, filmer la beauté naturelle des choses et créer des formes plastiques porteuses de sens.

#### L'île Noire (1994)
Le film explore en profondeur la vie quotidienne et les expériences des travailleurs sur une plateforme pétrolière artificielle, un lieu inhospitalier, inesthétique et strictement utilitaire. Confronté à un environnement difficile et dangereux, le réalisateur a choisi d'utiliser trois perspectives distinctes pour dépeindre la réalité des travailleurs sur la plateforme : celle de l'architecte, offrant une vue d'ensemble du lieu ; celle du sociologue, permettant une approche plus humaine et rapprochée des individus ; et celle de l'observateur, qui se place directement sur le lieu de forage et devient un participant actif du processus.
Le film a été tourné en pellicule avec des objectifs fixes, malgré les défis posés par la boue omniprésente et le risque d'explosion dû au gaz présent sur la plateforme. Certaines séquences ont été tournées en noir et blanc afin de mettre l'accent sur les gestes et le travail physique des ouvriers, plutôt que sur les couleurs vives de leurs vêtements. Le réalisateur a puisé son inspiration dans le cinéma russe des années 1920 pour créer un montage expérimental et découpé, qui conserve un aspect brut et authentique.
La bande-son du film reflète la disharmonie et les contrastes présents sur la plateforme, alternant entre des scènes très bruyantes et d'autres plus silencieuses. Le réalisateur a fait appel à Jean-Louis Daulne pour composer deux styles de musique différents : une musique mécanique et rythmée, inspirée par Prokofiev, pour illustrer l'aspect industriel et technique de la plateforme ; et une musique plus émotionnelle et mélodique, de style country, pour représenter les travailleurs et leurs sentiments. Cette dernière souligne leur besoin de s'évader de leur environnement confiné et privé de toute vie privée.
Enfin, le film aborde également la situation des individus sous-employés sur un navire de sauvetage voisin, qui sont contraints de rester en permanence à proximité de la plateforme. Ces personnes, majoritairement des Écossais mal payés, aspirent à travailler sur la plateforme, mais ne possèdent pas les qualifications nécessaires. Leurs conditions de vie contrastent avec celles des travailleurs de la plateforme, qui les méprisent tout en les enviant pour leur inactivité forcée. Ce film offre un regard unique et saisissant sur un univers méconnu et inhospitalier.

#### Le Piège deKerguelen(2000)
Envoyé par le roi Louis XV pour explorer un hypothétique continent austral, Yves de Kerguelen découvre en 1772 les îles de la Désolation, aujourd'hui nommées d'après lui. Le réalisateur Rob Rombout, inspiré par le livre de Jean-Paul Kauffmann, L'Arche des Kerguelen, décide de réaliser un film sur ces îles. Le film suit une équipe de chercheurs en biologie évolutive étudiant le comportement des chats sauvages, descendants des chats abandonnés par l'équipage de Kerguelen. Rombout met en parallèle l'expédition de Kerguelen et celle des chercheurs, soulignant les échecs et les analogies entre les deux. Le film explore l'inanité des entreprises humaines et interroge la nécessité de mener des recherches dans des conditions si difficiles. En défiant les conventions du documentaire traditionnel, Le Piège de Kerguelen propose une réflexion sur le cinéma et ses possibilités expressives. 